# Order Siekiery

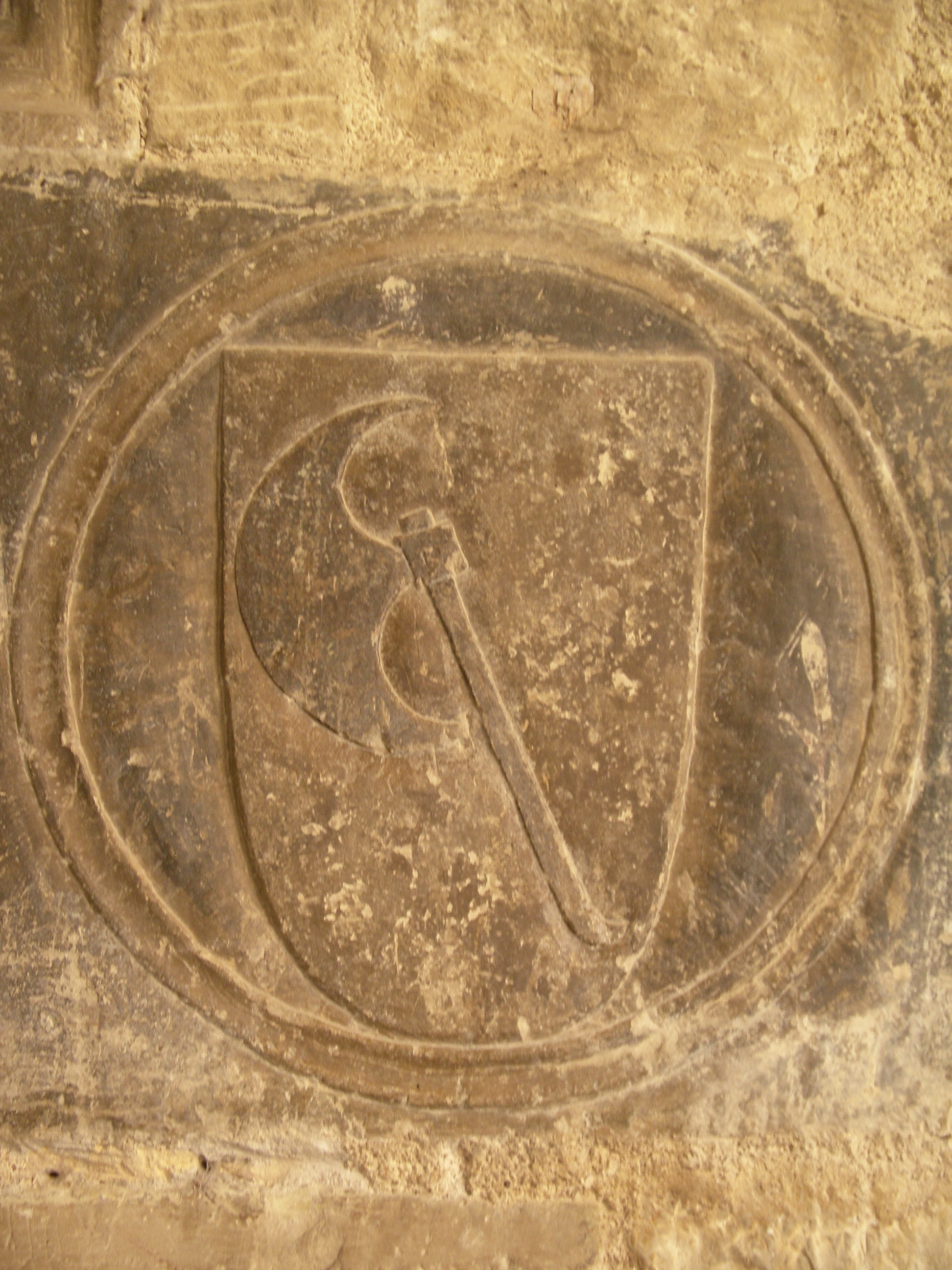
Symbol orderu na jednym z nagrobków znajdujących się wewnątrz katedry w Tortosie

Order Siekiery – żeński order ufundowany przez Rajmunda Berengara, hrabiego Barcelony, w roku 1149, dla uhonorowania kobiet, które walczyły o wyzwolenie katalońskiej Tortosy spod muzułmańskiej okupacji za pomocą siekier. Kobiety uhonorowane tym odznaczeniem otrzymały tytuł „Damy”, zrównujący je z portugalską szlachtą. Damy Orderu Siekiery otrzymały dodatkowo liczne przywileje od hrabiego Barcelony, w tym pierwszeństwo w uzyskiwaniu stanowisk publicznych przed mężczyznami. Od tamtego czasu nie ma więcej żadnych danych w źródłach historycznych, wydaje się więc, że Zakon Kobiet Rycerzy od Siekiery (jak często był nazywany) przestał istnieć po śmierci ostatniej z uczestniczek obrony Tortosy.